# 18150 Lopez-Moreno
18150 Lopez-Moreno è un asteroide della fascia principale. Scoperto nel 2000, presenta un'orbita caratterizzata da un semiasse maggiore pari a 3,4399178 UA e da un'eccentricità di 0,0957190, inclinata di 12,77366° rispetto all'eclittica.